# Solaris Trollino 12
A Solaris Trollino 12 trolibuszok a Ganz Transelektro Közlekedési Zrt. által kifejlesztett korszerű trolibusz járműcsalád tagjai, amely elnyerte az Industria 2001 Nemzetközi Ipari Szakkiállítás Nagydíját. A trolibusz alapjául a lengyel Solaris Bus & Coach cég Urbino 12 (szóló) buszai szolgálnak. A Ganz-Transelektro csődje után a Ganz Škoda Közlekedési Zrt. vette át a trolibuszok gyártását.

## Elektronika
Korszerű IGBT-s inverter hajtásúak, háromfázisú aszinkronmotorral, mikroprocesszoros szabályozó rendszerrel, többszintű diagnosztikai védelemmel a vezető segítségére. A jármű fékezéskor képes a hálózatba visszatáplálni, valamint a saját energiaellátását biztosítani például az önjáró lítium-ionos akkuk rekuperációs töltésével. NiMH akkumulátorral, vagy diesel motor-generátorral képesek a felsővezetéktől függetlenül is közlekedni, ami felsővezeték-szakadás, hálózati feszültség kimaradás, forgalmi akadály vagy felsővezeték nélkül üzemelő szakaszok (városképvédelem, drága kiépítés) esetén lehet hasznos. Az önjáró képessége teljes utasterheléssel 4 km.

## Műszaki adatok
A jármű 100%-ban alacsonypadlós. A mozgássérült utasok felszállásának megkönnyítésére rendelkezik úgynevezett térdeplő funkcióval és kézi mozgatású lehajtható rámpával a középső ajtónál. Korszerű Futár-kompatibilis audiovizuális utastájékoztató rendszere van, LED-es külső táblákkal, valamint az újabb változatokon TFT belső monitorral. A vezetőfülke és az utastér klimatizált, a hűtés/fűtés vezérlése automatikusan történik. Központi zsírzó berendezéssel ellátottak.

## Karosszéria, vázszerkezet, burkolatok

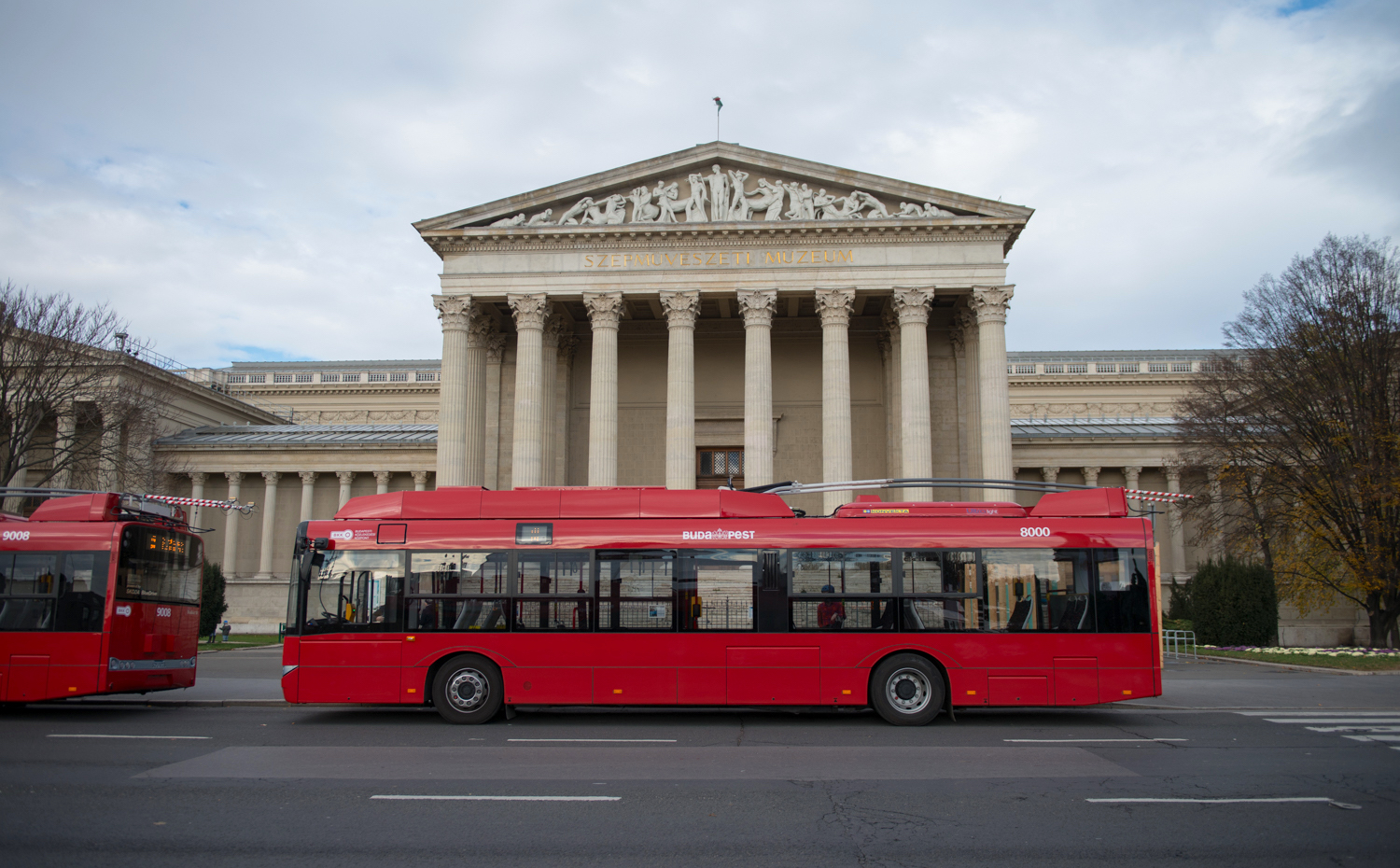
Škoda-Solaris a Hősök terén

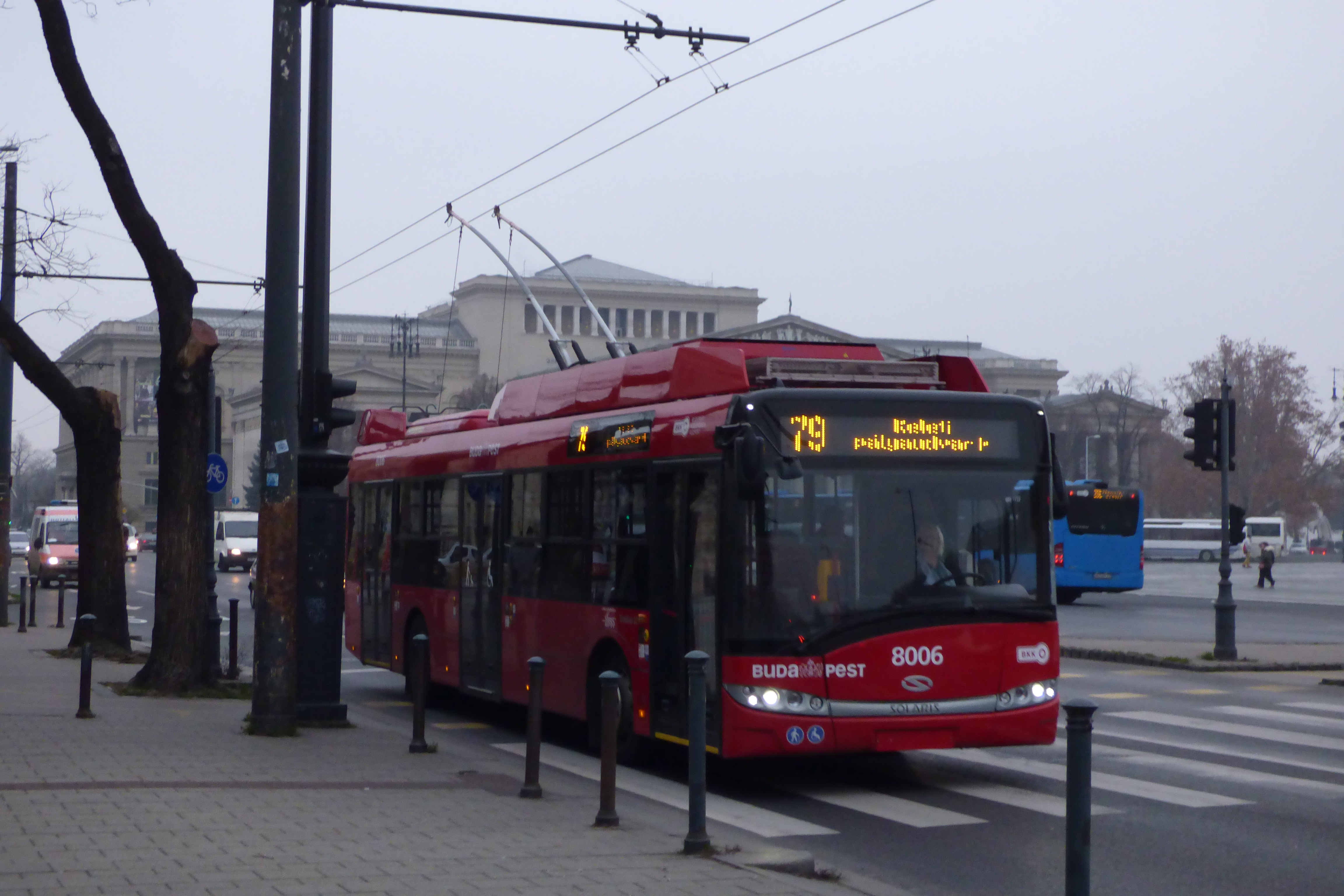
Škoda-Solaris a Hősök terénél

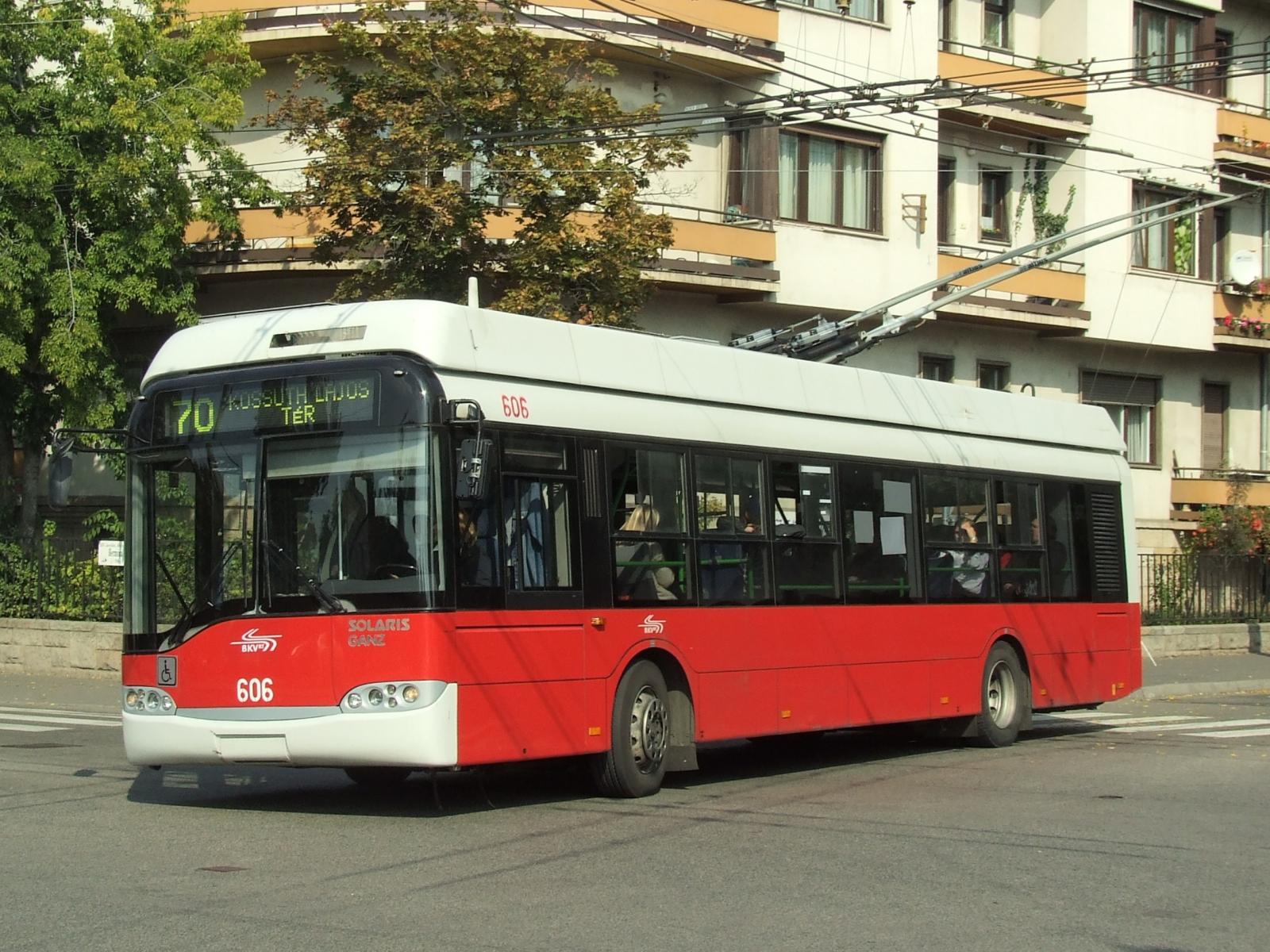
Ganz-Solaris a Hermina úton

A lengyel Solaris cég szóló és csuklós buszai a kor színvonalának megfelelő műszaki megoldások alkalmazásával. 100%-ban alacsonypadlós konstrukció, 360 mm-es padlómagassággal és járdaoldali billentési funkcióval. Önhordó alváz, alvázkeret: teljesen rozsdamentes acél, járműtest: rozsdamentes acél, teljesen rozsdamentes karosszéria, rozsdamentes acéllemez, üvegszállal megerősített műanyag és alumínium.

## Elektromos részek
Škoda Bluedrive aszinkron motoros hajtással rendelkeznek. Škoda hajtáskonténer és segédüzemi energiaellátó egység. Aszinkronmotorral hajtott rotációs légsűrítő, Škoda hajtómotorok, melyek 160 kW névleges teljesítményűek. Hidraulika főszivattyú veszteségmentes szabályzású kialakításban a hajtómotor végére van szerelve. A segédszivattyú 24V DC táplálású inverteres háromfázisú alacsony-feszültségű motorral hajtott kivitel. Klímakompresszor(ok) háromfázisú egybeépített motor-kompresszor egységűek. A fűtőberendezés folyékony közeges, a vízmelegítőben elektromos fűtőszálak melegítik a G30 fűtőközeget az üzemi hőmérsékletre.
Az utasajtók befelé nyíló bolygóajtók elektromos működtetéssel, élvisszanyitókkal ajtószárnyanként valamint infraérzékelőkkel az ajtók felett. Az ajtólapok erőkorlátozással ellátottak mind zárás, mind nyitás irányban.
Az áramszedők cseh gyártmányúak pneumatikus működtetéssel, légrugós kialakítással.

## Néhány város

### Budapest

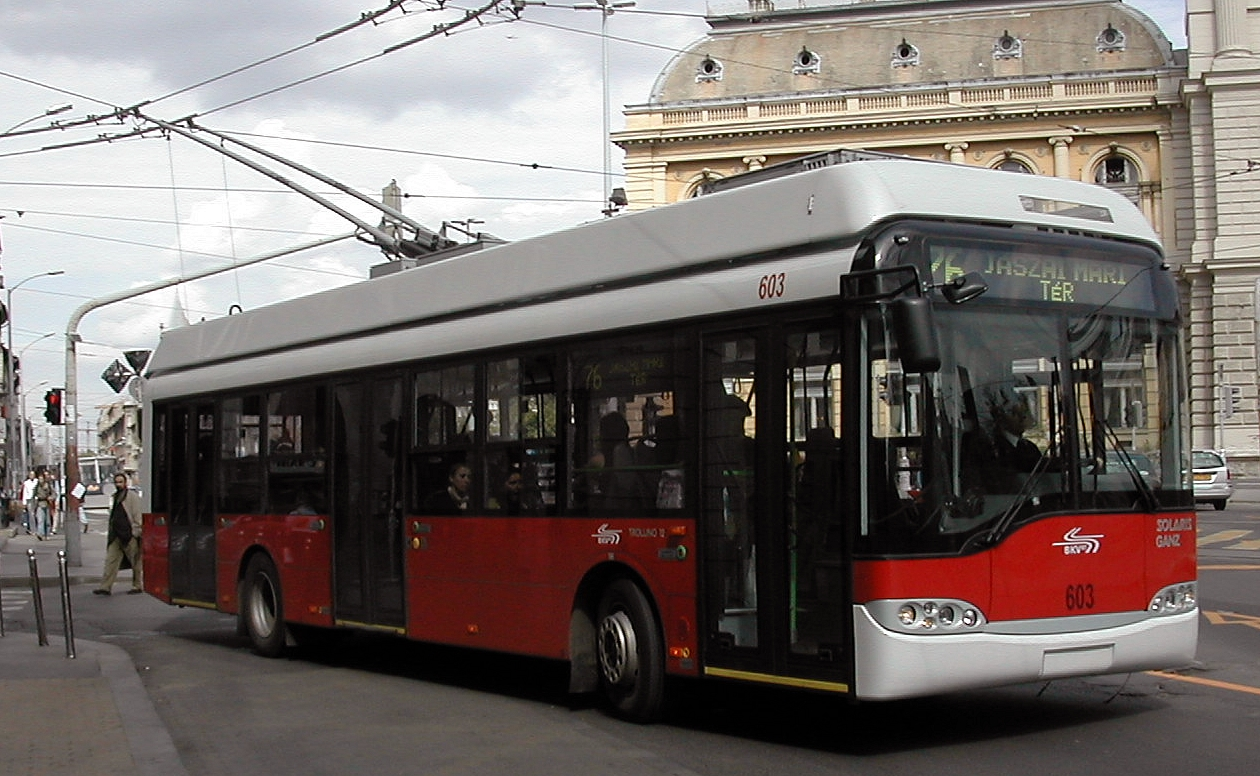
Budapesten a Keleti pályaudvarnál

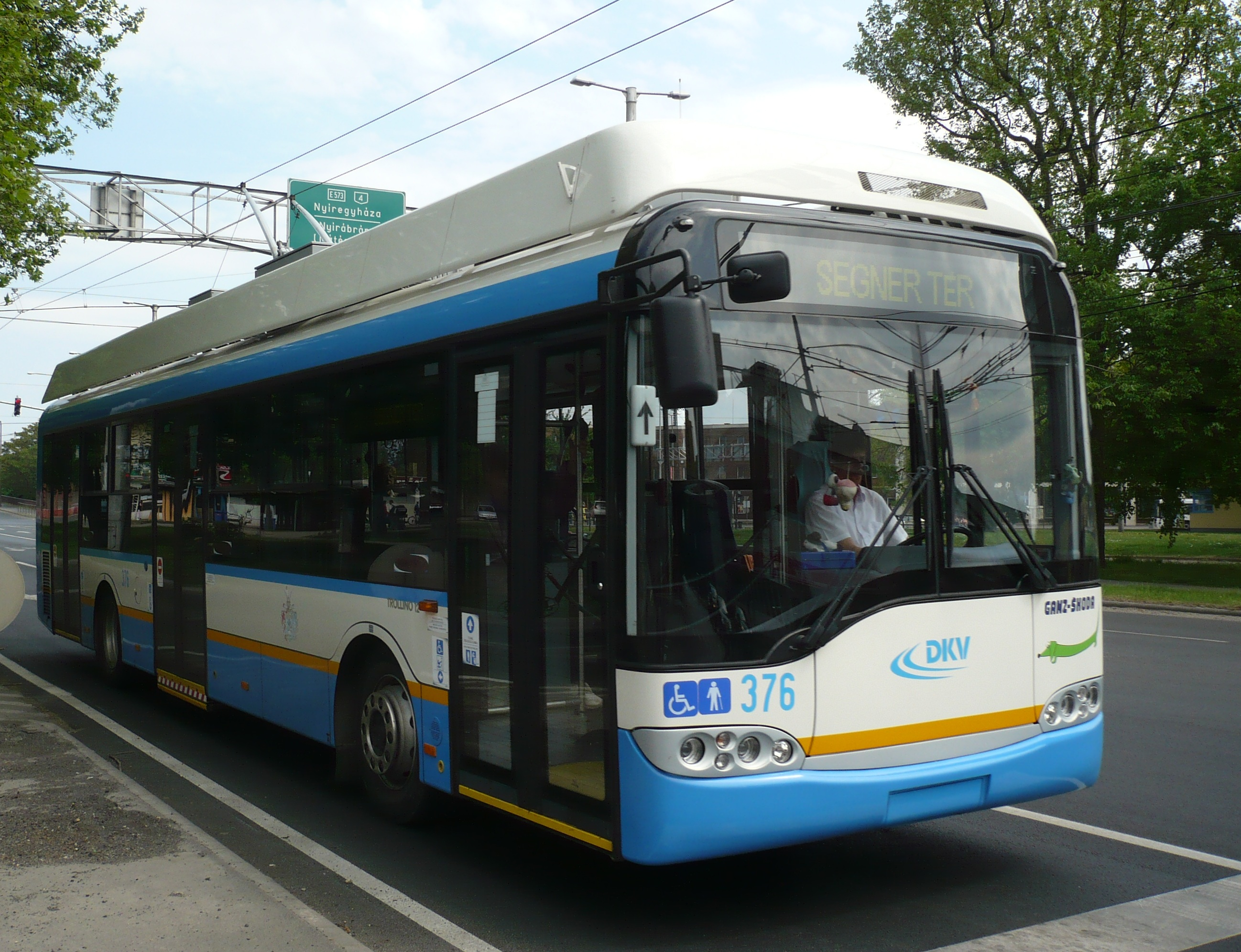
Ganz-Solaris Trollino 12 Debrecenben

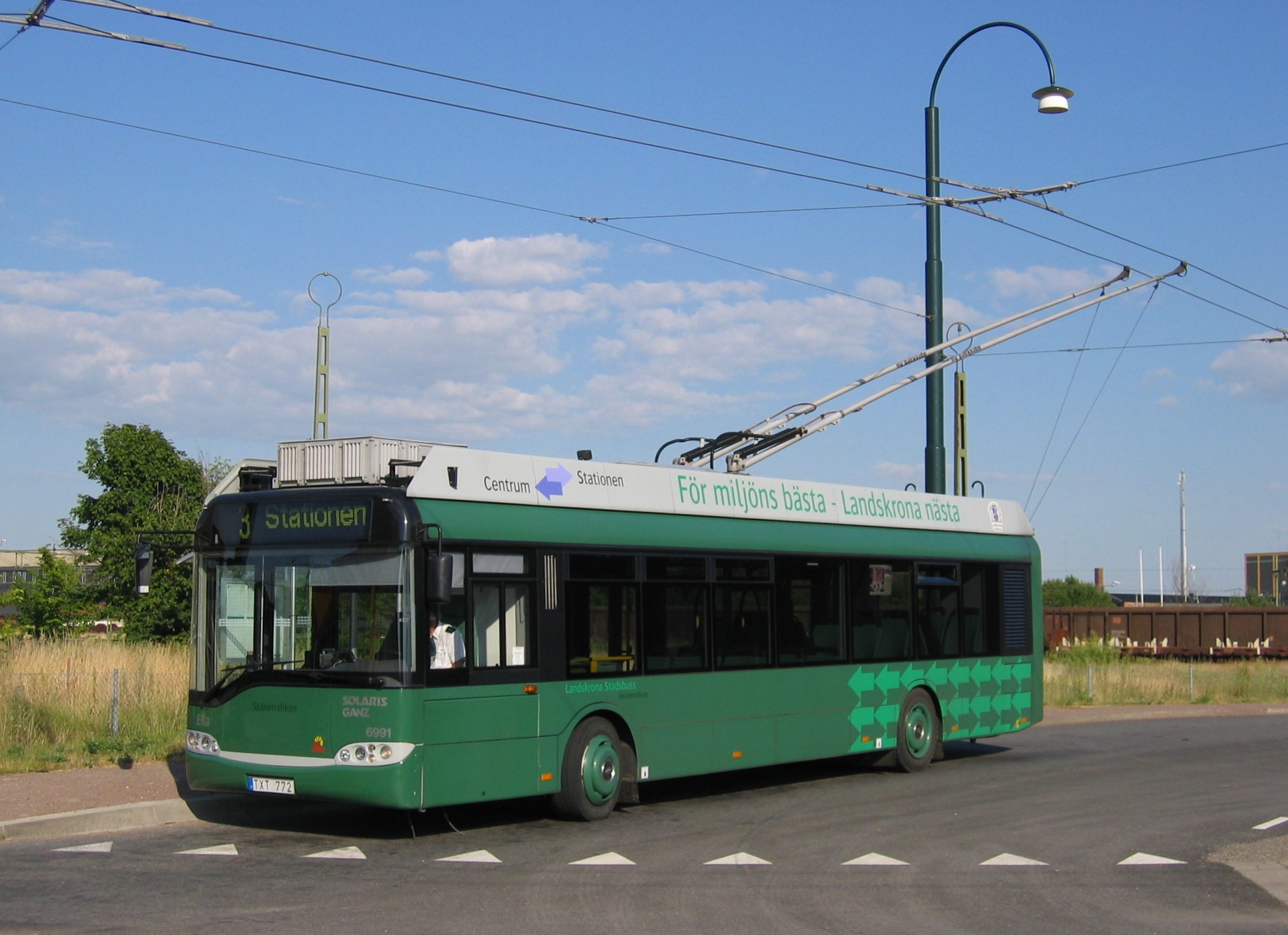
Landskrona városa 2003-ban indította meg trolibuszüzemét Solaris-Ganz trolibuszokkal

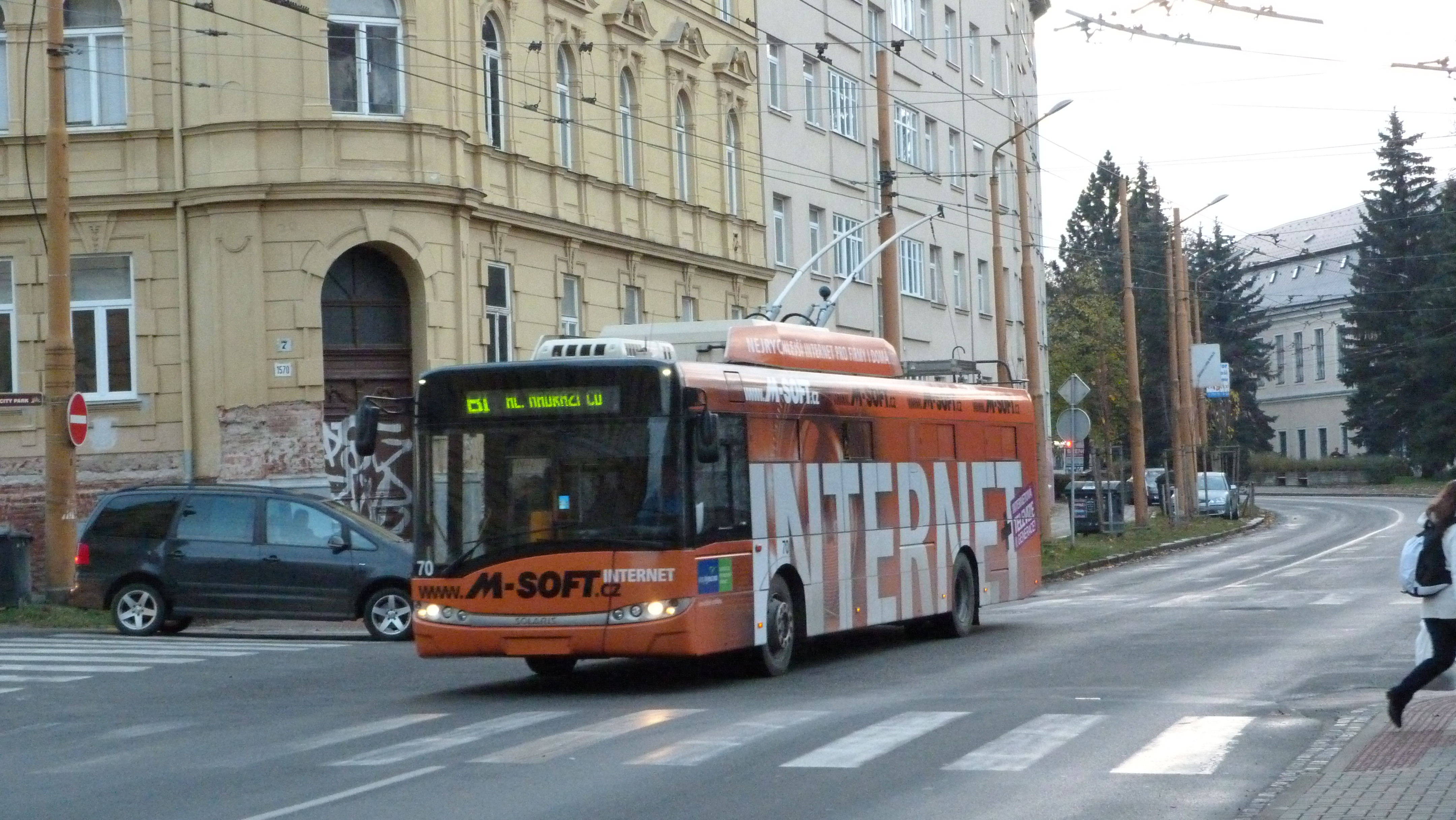
Solaris trolibusz Jihlava városban

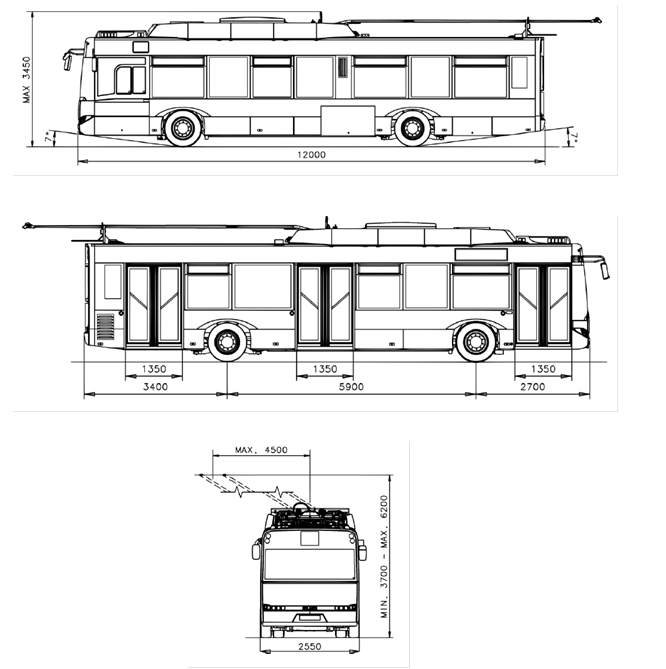
Škoda-Solaris Trollino 12A vázlatrajza

A BKV 2004-ben nyílt közbeszerzés eljárást folytatott le korszerű, alacsony padlós szóló trolibusz beszerzésére, kétéves karbantartással. Az új trolikkal a már elavult szovjet ZiU–9-es típus leváltása volt a cél. Az eljárás nyertese a Ganz Transelektro Közlekedési Rt. lett. A megkötött szerződés értelmében a Budapesti Közlekedési Zrt. 2008-ig 45 darab szóló trolibuszt vásárolhatott rögzített áron. 2005-ben hat példány (601–606 pályaszámon) meg is érkezett a BKV-hoz. A 76-os vonalon márciusban álltak forgalomba. 2006-ban azonban a Ganz Transelektro csoport összeomlott. A meglévő kocsiszekrények és technológia átvétele után a Ganz-Škoda Közlekedési Zrt. folytatta a gyártást, aminek eredményeként 2007-ben további tíz (607–616 pályaszámon) került a BKV-hoz. A járművek darabára 78 millió forint volt, de mivel a BKV tízéves lízingszerződést kötött a gyártóval, a végösszeg 90-92 millió forint körül lesz majd a kamatok változásától függően. A maradék 29 troli a megváltozott feltételek miatt nem került leszállításra, így a ZiU trolikat végül Eberswaldéból használtan vásárolt MAN/Gräf&Stift trolikkal helyettesítették és 2013. január elsejével teljesen kivonták a forgalomból.
Pályaszámok: 601–616 (607–616: Ganz-Škoda)
2015-ben további 20 darabot szerzett be a BKV a Škoda-Solaris Trollino 12 típusú trolibuszból. 2017. február 13. és 17. között ajtóhiba miatt az összes Škoda-Solaris Trollino trolibuszt ideiglenesen kivonták a forgalomból.
Pályaszámok: 8000–8019
2019. október elején további 10 darab állt forgalomba a Škoda-Solaris Trollino 12 IV típusú trolibuszból.
Pályaszámok: 8100–8109
2023-ban 12 darab új Škoda-Solaris Trollino 12 IV trolibusz állt forgalomba a fővárosban.
Pályaszámok: 8110–8121
2023. június elején egy újpesti javítóműhelyben villámcsapás miatt tűz ütött ki, melynek következtében a 610-es pályaszámú trolibusz teljesen kiégett. Egy nappal később, szerdán a BKV törölte állományából. 

### Debrecen
Debrecen 2005 és 2007 között 5 darab Ganz-Solaris Trollino 12 és 16 darab Ganz Solaris 12D típusú trolibuszt állított forgalomba (11 darab, 12–D2 típusú a Ganz Škoda által). Üzemeltetőjük a DKV Zrt. Légkondicionált vezetőfülke, GPS alapú utastájékoztató rendszer, elektromos mozgatású rámpa a középső ajtónál. A 12D típus Euro III-as besorolású Iveco dízelmotorral lett szerelve. Dízel aggregátoros üzemmódban teljes terhelés mellett 35 km/h maximális sebesség mellett közlekedhet, korlátlan távolságra. 

Pályaszámok: 341–345; 371–386 (376–386: Ganz-Škoda)

### Szeged
Szegeden 2019–2020-ban állt forgalomba 5 darab használt Cegelec-Solaris Trollino 12 trolibuszt szerzett be a csehországi Chomutovból. Üzemeltetőjük az SZKT. Pályaszámok: T-870–T-874. 2022-ben további két darab használt trolibuszt szereztek be a lengyelországi Tychyből, melyek 2023–2024-ben álltak forgalomba. 2025-ben még további két darab használt trolibuszt szereztek be az olaszországi Sanremóból, melyek 2025 őszén állnak forgalomba.

### Nápoly
Nápolyban 2004 óta 10 darab a debrecenihez hasonló aggregátoros trolibusz közlekedik. Üzemeltetőjük az Azienda Napoletana Mobilita SpA. Teljesen légkondicionált utastér, elektromos rámpa, kamerás megfigyelőrendszer. 

Pályaszámok: 121–130

### Landskrona
Landskrona (Svédország) városában 2003 óta 3 darab Ganz-Solaris Trollino 12 közlekedik, melyeket 2010-ben egy negyedik követett. A mindössze 3 kilométeres vonalon járó trolibuszok teljesen légkondicionáltak, kézi mozgatású rámpával szereltek. Akkumulátoros üzemmódban, maximum 30 km/h-s sebességgel 4 kilométer megtételére képesek. A vonal és a garázs között önjáró üzemmódban közlekednek.

Pályaszámok: 6991–6993 (2004-ig: 7231–7233)

### Tallinn
Észtország fővárosában, Tallinnban 2002–2004 között 18 darab Trollino 12 és 5 darab Trollino 18 típusú trolibuszt szereztek be. Üzemeltetőjük a Tallinni Városi Közlekedési Vállalat (TLT, Tallinna Linnatranspordi AS). Nem rendelkeznek önjáró képességgel.
Pályaszámok:
Trollino 12: 315–332 (333–339: nem Ganz Solaris, a cseh Cegelec hajtásrendszerével készültek)
A 315, 316 pályaszámú járműveket 2019-ben, a 324 és 331 pályaszámú járműveket 2021-ben selejtezték. A 322-es pályaszámú trolibuszt 2022 januárjában selejtezték, amit később egy magánszemély vett meg 